# Mihail Stepanovič Visticki
Mihail Stepanovič Visticki (rusko Михаил Степанович Вистицкий), ruski general, * 1768, † 1832.
Bil je eden izmed pomembnejših generalov, ki so se borili med Napoleonovo invazijo na Rusijo; posledično je bil njegov portret dodan v Vojaško galerijo Zimskega dvorca.

## Življenje
1. januarja 1776 je kot desetnik vstopil v Izmailovski polk; 1. januarja 1786 je bil kot stotnik premeščen v Kijevski karabinjerski polk. S polkom se je udeležil vojne proti Turkom 1788-91. Za izkazan pogum je bil kot prvi major premeščen v generalštab in sicer v oskrbovalno službo.
5. januarja 1799 je bil povišan v polkovnika in 9. oktobra naslednje leto še v generalmajorja. Leta 1799 se je udeležil italijansko-švicarske kampanje, pri čemer je opravljal dolžnost generalnega oskrbovalnega častnika. 
Od leta 1813 je bil generalni oskrbovalni častnik rezervne vojske. 27. oktobra 1816 je bil zaradi bolezni upokojen.